# Memphis moeris
Espèce
Memphis moeris est une espèce d'insectes lépidoptères (papillons) de la famille des Nymphalidae, de la sous-famille des Charaxinae et du genre Memphis.

## Dénomination
Memphis moeris a été décrit par Cajetan Freiherr von Felder et Rudolf Felder en 1867 sous le nom initial de Nymphalis moeris.
Synonyme : Anaea moeris.

## Description
Memphis moeris est un papillon aux ailes antérieures à bord costal bossu,  apex pointu, au bord externe concave près de l'apex, angle interne en crochet et bord interne très concave, et aux ailes postérieures chacune munie d'une queue en massue.
Le dessus est bleu foncé presque noir avec une partie basale bleu métallisé.

## Écologie et distribution
Memphis moeris est présent en Colombie,.

### Protection
Pas de statut de protection particulier.